# Schismatoglottis unifolia
Schismatoglottis unifolia là một loài thực vật có hoa trong họ Ráy (Araceae). Loài này được A.Hay & P.C.Boyce mô tả khoa học đầu tiên năm 2000.